# Luca Danesi
Luca Danesi (ou encore Luca Danese), né le 22 août 1598 à Ravenne (Émilie-Romagne) mort le 29 septembre 1672 à Cento est un architecte italien du XVIIe siècle actif principalement à Ravenne.

## Publications
- (it) Della scienza mecanica e delle utilità che si traggono dagl'istromenti di quella, Ravenna, Stamperia Camerale, 1649 (lire en ligne)
- (it) Luca Danesi, Opere, Ferrare, Giulio Bolzoni Giglio, 1670 (lire en ligne)

## Œuvres
- Église de Saint-Romuald à Ravenne, 1692.
- Église de Santa Chiara à Ferrare.